# Percoidei
Grgeči (lat. Percoidei) su podred riba iz reda grgečki (lat. Perciformes). Dijele se na tri nadporodice u kojima ima iše od 70 porodica i nekoliko stotina vrsta.
|  |  |

## Porodice
Grgeči se dijele na sljedeće porodice:
- Acropomatidae
- Aplodactylidae
- Apogonidae
- Arripidae
- Banjosidae
- Bathyclupeidae
- Bramidae
- Caesionidae
- Callanthiidae
- Carangidae
- Caristiidae
- Centracanthidae
- Centrarchidae
- Centrogeniidae
- Centropomidae
- Cepolidae
- Chaetodontidae
- Chandidae
- Cheilodactylidae
- Chironemidae
- Cirrhitidae
- Coryphaenidae
- Datnioididae
- Dichistiidae
- Dinolestidae
- Dinopercidae
- Drepaneidae
- Echeneidae
- Emmelichthyidae
- Enoplosidae
- Epigonidae
- Gerreidae
- Glaucosomatidae
- Grammatidae
- Haemulidae
- Howellidae
- Inermiidae
- Kuhliidae
- Kyphosidae
- Lactariidae
- Lateolabracidae
- Latridae
- Leiognathidae
- Leptobramidae
- Lethrinidae
- Lobotidae
- Lutjanidae
- Malacanthidae
- Menidae
- Monodactylidae
- Moronidae
- Mullidae
- Nandidae
- Nematistiidae
- Nemipteridae
- Notograptidae
- Opistognathidae
- Oplegnathidae
- Ostracoberycidae
- Pempheridae
- Pentacerotidae
- Percichthyidae
- Percidae
- Plesiopidae
- Polycentridae
- Polynemidae
- Polyprionidae
- Pomacanthidae
- Pomatomidae
- Priacanthidae
- Pseudochromidae
- Rachycentridae
- Sciaenidae
- Scombropidae
- Serranidae
- Sillaginidae
- Sparidae
- Sphyraenidae
- Symphysanodontidae
- Terapontidae
- Toxotidae

## Poveznice
|  | Zajednički poslužitelj ima još gradiva o temi Grgeči |
|  | Wikivrste imaju podatke o taksonu Grgeči             |